# 조너선 스펙터
조너선 마이클 폴 스펙터(영어: Jonathan Michael Paul Spector, 1986년 3월 1일 ~ )는 미국의 전 축구 선수로, 포지션은 수비수다.